# Вільні гроші (вебсеріал)
«Вільні гроші» — український 7-серійний вебсеріал, у якому світ інвестицій розглядається через різноманітні історії працівників фінансової компанії «Фрідом Фінанс Україна». Фільм відносять до жанру галузевих і професійних серіалів.
Допрем'єрний показ перших чотирьох серій відбувся 6 листопада 2019 року в кінотеатрі «Планета Кіно» в Києві. Прем'єра першої серії на YouTube відбулася 11 листопада 2019 року. Остання серія з'явилася в інтернеті 23 грудня 2019 року.

## Сюжет
Головний герой — Захар — звичайний хлопець з гострим розумом. Він працює в інвесткомпанії на ресепшені. Одного разу йому на думку спадає ідея, як перевести компанію в новий перспективний сегмент, і Захар вирішує розповісти про це на нараді.

## У ролях
| Актор              | Роль               |
| ------------------ | ------------------ |
| Богдан Рубан       | Захар              |
| Аліна Коваленко    | Саша               |
| Себастіан Антон    | Бєлов              |
| Роман Муленко      | Дзюба              |
| Остап Ступка       | директор компанії  |
| Михайло Кришталь   | Яків Мудрик        |
| Олена Курта        | Альбіна Гриневська |
| Владислав Гончаров | Манько             |
| Лілія Козуб        | Надя               |

### Знімальна група
- Автори ідеї: Валерій Примост, співвласник компанії Studio-Storytellers, та Борис Цомая, маркетинг-директор ТОВ «Фрідом Фінанс Україна»[5][6][7].
- Автор сценарію — Валерій Примост[5][6][7].
- Режисер — Ірина Петрикей[5][6][7].
- Продюсери — Андрій Купрієнко та Станіслав Карпенко[5][6][7].

## Опис серій
| № серії | Назва                        |
| --- | ---------------------------- |
| 1 | «Все або нічого»             |
| Головний герой — Захар — проходить співбесіду в ТОВ «Фрідом Фінанс Україна» на посаду інвестиційного консультанта. Але йому пропонують роботу секретарем у цій компанії. Хлопець не хоче засиджуватися на рецепції, а тому шукає способи посісти посаду інвестиційного експерта. Колеги кепкують над ним і не вірять, що у Захара щось вийде. Під час наради хлопець приносить каву і розповідає про свою ідею керівництву. |                              |
| 2 | «Країна розбитих сердець»    |
| Завдяки своїй ідеї Захар із секретаря перетворюється на стажиста компанії. Його перше завдання — підготувати інвестиційну стратегію для нового клієнта — дівчини, яка працює в IT-галузі та хоче помститися колишньому. У свою авантюру вона вплутує Захара. Колеги Захара — Бєлов і Дзюба — готують план, який повинен зруйнувати кар'єру головного героя в компанії.                                                      |                              |
| 3 | «Нічого неможливого»         |
| Захар хоче забути про почуття до Саші, а тому занурюється в роботу. Його нове завдання — підготувати інвестиційний портфель і проєкт з ОВДП. Водночас колеги придумують план, як підставити хлопця. |                              |
| 4 | «Коли весь світ проти тебе»  |
| У головного героя нове завдання — розробити стратегію пасивного інвестування для клієнтки компанії — вдови «бензинового короля». Захар впевнений у своїй перемозі, але презентація виявляється невдалою. Піар-атака на ТОВ «Фрідом Фінанс Україна» посилюється. В компанії виявляється «щур». Головна підозра падає на Захара.                                                                                              |                              |
| 5 | «Слово, що дорожче за гроші» |
| У Захара новий клієнт — директор мережі клінік, що перебуває на межі банкрутства. Щоб врятувати родину та бізнес, Юрій планує накласти на себе руки, аби сім'я отримала страхову виплату. Але Захар радить йому вивести компанію на IPO. Компанія не згодна з Захаром. Хлопець звільняється, і клієнт залишається з ним. Кохана дівчина головного героя Саша виходить заміж за іншого.                                      |                              |
| 6 | «Або — або»                  |
| У Захара новий клієнт — бізнес-блогер. Хлопець радить йому вкластися в IPO компанії, що займається інформаційною безпекою. Саша підставляє Захара. |                              |
| 7 | «Гроші не головне»           |
| У Захара новий клієнт, через якого головному герою необхідно ризикувати життям. Також хлопець дізнається, хто насправді був «щуром». |                              |

## Виробництво
Виробництвом багатосерійного фільму займалася українська компанія Studio-Storytellers. Знімальний процес веб серіалу тривав приблизно п'ять місяців.
Слоган серіалу: «Кожен пішак може стати ферзем».
Саундтрек до серіалу створив український піаніст Євген Хмара. Як стверджує сам автор саундтреку, він написав музику «менш ніж за 20 днів».